# Vieux-Moulin, Vosges
Vieux-Moulin là một xã ở tỉnh Vosges, vùng Grand Est, Pháp. Xã này có diện tích 3,89 km² dân số năm 1999 là 290 người. Xã này nằm ở khu vực có độ cao trung bình 400 m trên mực nước biển.
Người dân địa phương danh xưng tiếng Pháp là.

## Hành chính
| Danh sách các xã trưởng                |           |                 |      |            |
| Giai đoạn                              | Giai đoạn | Tên             | Đảng | Tư cách    |
| 1989                                   | 2014      | Jean-Louis Ropp |      | Aviculteur |
| Tất cả các dữ liệu trước đây không rõ. |           |                 |      |            |

## Biến động dân số
| 1962                                         | 1968 | 1975 | 1982 | 1990 | 1999 |
| -------------------------------------------- | ---- | ---- | ---- | ---- | ---- |
| 243                                          | 272  | 286  | 249  | 288  | 290  |
| Số liệu từ năm 1962: Dân số không tính trùng |      |      |      |      |      |